# 第1屆走鐘獎
第一屆走鐘獎，為2019年由上班不要看所主辦的Youtuber頒獎典禮。頒獎模式與三金（金鐘獎、金曲獎、金馬獎）相同。頒獎典禮於2019年（民國108年）2月23日在臺北市世新大學大禮堂舉行。本屆頒獎典禮參賽資格對象為頒發給上班不要看成員及其影片參與人員，以及擁有完整的作品評審制度。

## 得獎作品
| 獎項           | 得獎者         | 得獎作品                                                              |
| -------------- | -------------- | --------------------------------------------------------------------- |
| 最佳顏質獎     | 呱吉           | 鼻鼻不要看 - 上班不要看首支為女性打造的影片                           |
| 最佳特效獎     | 曹小歐         | 【純欣賞】EP04 ：星際迷茫 太空幹話                                    |
| 最佳動作指導獎 | 走路教練       | 【活動通知】最強五百塊走路工 - 小歐又要再度挑戰「忠孝東路走九遍」啦！ |
| 最佳笑話獎     | 麻希Maki       | 我歐歐忠孝東路走九遍挑戰成功！讓我們再次感動！【直播全精華】          |
| 最佳美術設計獎 | 廉傑克曼       | 啪啪芽、包莖兔、星際號                                                |
| 最佳烙賽獎     | 大黑           | 【LiFe週記】#16 大黑的青春序章 - 不看會後悔                           |
| 最佳走路工獎   | 蔡哥           | 【LiFe週記】#15 蔡宜紘的青春夢想 - 芒果青                             |
| 最佳外語獎     | 那山那谷老闆   | 【Travel Maker】露營篇：帳篷裡有女孩子的東西 - 南澳野外露出           |
| 最佳配樂獎     | 公司架大沒剪刀 | 公司架大沒剪刀 –【天下第一蛤】上班不要看最新八點檔好戲                |
| 最佳剪輯獎     | 關關關兒       | 【LiFe週記】#06 回到17歲，穿高中制服打保齡球！居然真的被查證件了!     |
| 最佳導演獎     | 寶寶(諾基)     | 誘惑寶寶大作戰！5種吸引貓咪的方式，到底哪招有效呢？！                 |
| 最佳攝影獎     | 小餅           | 【都市傳說手工女】小歐已經不只是怪怪的怪怪的…                         |
| 最佳男主角獎   | HowHow         | 公司架大沒剪刀 –【天下第一蛤】上班不要看最新八點檔好戲                |
| 最佳女主角獎   | 湯瑪士         | 公司架大沒剪刀 –【天下第一蛤】上班不要看最新八點檔好戲                |